# Saint-Edmond
Pour les articles homonymes, voir Saint-Edmond (homonymie), Saint Edmond et Edmond.
Saint-Edmond est une commune française située dans le département de Saône-et-Loire, en région Bourgogne-Franche-Comté.

## Géographie
Saint-Edmond fait partie du Brionnais au sud de la Bourgogne. Le village est construit au sommet d'une colline, sur un plateau. Le sol est essentiellement composé de terres argilo-siliceuses. Le Sornin, affluent de la Loire, marque la limite entre la commune de Saint-Martin-de-Lixy et Saint-Edmond.

Saint-Edmond est traversée par la route départementale 295 ; les villes et villages proches sont : Saint-Martin-de-Lixy (71740) à 2,35 km, Saint-Maurice-lès-Châteauneuf (71740) à 3,24 km, Châteauneuf (71740) à 3,28 km, Saint-Denis-de-Cabanne (42750) à 3,44 km.
La mairie a été construite en pierre du pays.

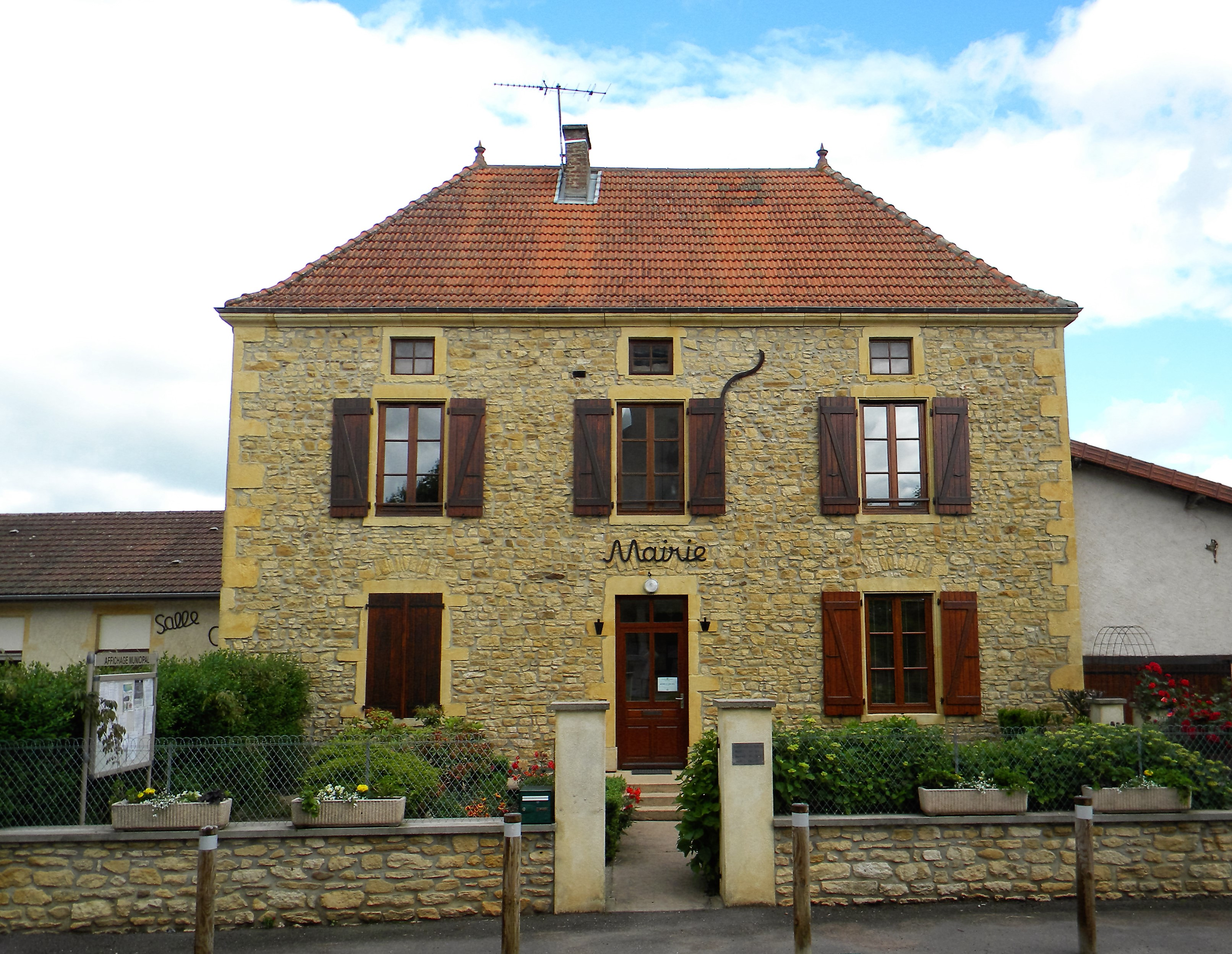
Le bâtiment de la mairie a été construit comme l'école en 1879-1882 en pierre du pays.

### Climat
Pour des articles plus généraux, voir Climat de la Bourgogne-Franche-Comté et Climat de Saône-et-Loire.
En 2010, le climat de la commune est de type climat océanique dégradé des plaines du Centre et du Nord, selon une étude du Centre national de la recherche scientifique s'appuyant sur une série de données couvrant la période 1971-2000. En 2020, Météo-France publie une typologie des climats de la France métropolitaine dans laquelle la commune est exposée à un climat de montagne ou de marges de montagne et est dans la région climatique Centre et contreforts nord du Massif Central, caractérisée par un air sec en été et un bon ensoleillement.
Pour la période 1971-2000, la température annuelle moyenne est de 10,6 °C, avec une amplitude thermique annuelle de 17 °C. Le cumul annuel moyen de précipitations est de 860 mm, avec 11,3 jours de précipitations en janvier et 7,9 jours en juillet. Pour la période 1991-2020, la température moyenne annuelle observée sur la station météorologique de Météo-France la plus proche, « Charlieu », sur la commune de Charlieu à 6 km à vol d'oiseau, est de 11,6 °C et le cumul annuel moyen de précipitations est de 769,3 mm. 
La température maximale relevée sur cette station est de 41 °C, atteinte le 24 juillet 2019 ; la température minimale est de −16 °C, atteinte le 13 janvier 2003,,.
Les paramètres climatiques de la commune ont été estimés pour le milieu du siècle (2041-2070) selon différents scénarios d'émission de gaz à effet de serre à partir des nouvelles projections climatiques de référence DRIAS-2020. Ils sont consultables sur un site dédié publié par Météo-France en novembre 2022.

## Urbanisme

### Typologie
Au 1er janvier 2024, Saint-Edmond est catégorisée commune rurale à habitat très dispersé, selon la nouvelle grille communale de densité à sept niveaux définie par l'Insee en 2022.
Elle est située hors unité urbaine et hors attraction des villes,.

### Occupation des sols
L'occupation des sols de la commune, telle qu'elle ressort de la base de données européenne d’occupation biophysique des sols Corine Land Cover (CLC), est marquée par l'importance des territoires agricoles (100 % en 2018), une proportion identique à celle de 1990 (100 %). La répartition détaillée en 2018 est la suivante : prairies (77,6 %), zones agricoles hétérogènes (22,4 %). L'évolution de l’occupation des sols de la commune et de ses infrastructures peut être observée sur les différentes représentations cartographiques du territoire : la carte de Cassini (XVIIIe siècle), la carte d'état-major (1820-1866) et les cartes ou photos aériennes de l'IGN pour la période actuelle (1950 à aujourd'hui).

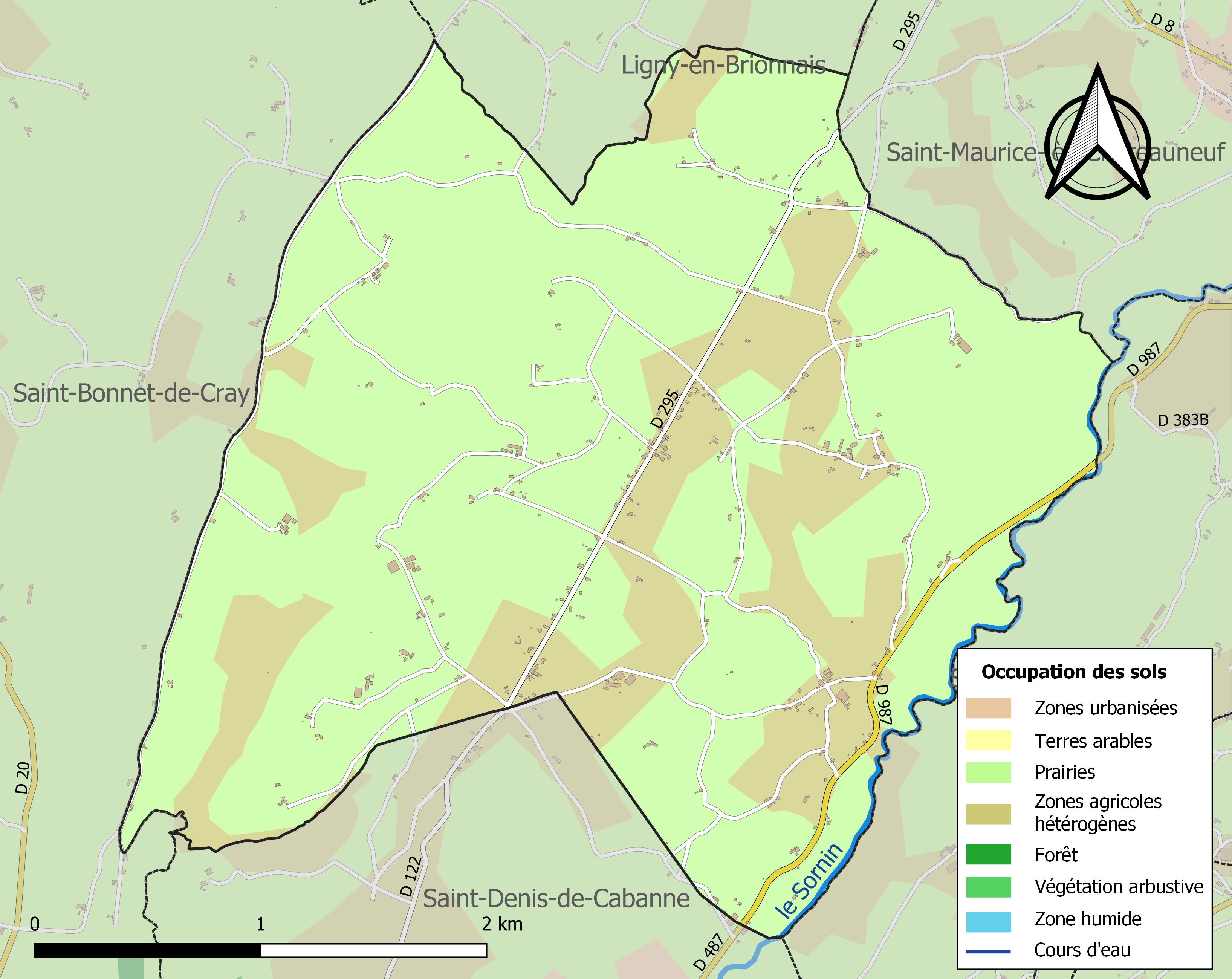
Carte des infrastructures et de l'occupation des sols de la commune en 2018 (CLC).

## Toponymie
Le nom de la commune vient de celui de la paroisse. La création de celle-ci, en 1878, est due au curé Edmond Leroy. Le nom donné est donc un hommage à celui-ci.

## Histoire
Possession des seigneurs de Charolles, le foyer de peuplement devient une paroisse d'une vingtaine de feux dès le XIIe siècle. Comme beaucoup de villages des environs, Saint-Edmond est touchée par la grande peste de 1349. Les cultures reculent pour plus d'un siècle.
Création de la commune : le hameau des Grandes Avaizes, de la commune de Saint-Maurice-les-Châteauneuf est situé à environ  huit kilomètres du bourg et de l'église paroissiale. Le curé de Saint-Maurice, Edmond Leroy, suggère de construire une nouvelle église. Grâce à une souscription auprès des habitants (et un don du curé) les habitants, sous l'autorité du maire de Saint-Maurice, Joseph Auclair réalisent la construction. Les travaux commencent en juin 1878 et la première messe est célébrée le 2 juillet 1879. L'église est la propriété d'une société civile, ce qui entraîne une situation tout à fait originale lors de la séparation de l'église et de l'état résultant de la loi de 1905 : la propriété de l'église n'est pas transférée à la commune. En 1888, les habitants demandent vainement que Saint-Edmond devienne commune autonome. Il n'y a pas de suite. En 1920, les habitants demandèrent et obtinrent la création d'un cimetière (réalisé en 1921) et l'autorisation d'ériger un monument aux morts (érigé en 1925). Une nouvelle demande émanant des habitants est faite en 1929  pour que soit accordé la création d'une nouvelle commune.  Enfin La loi du 5 août 1932 érige le hameau de Saint-Edmond en commune distincte de la commune de Saint-Maurice-les-Châteauneuf. La nouvelle commune comprend également le hameau de la Rivière de la commune de Saint-Bonnet-de-Cray, ainsi que celui du Foy-Rolland de la commune de Ligny-en-Brionnais.

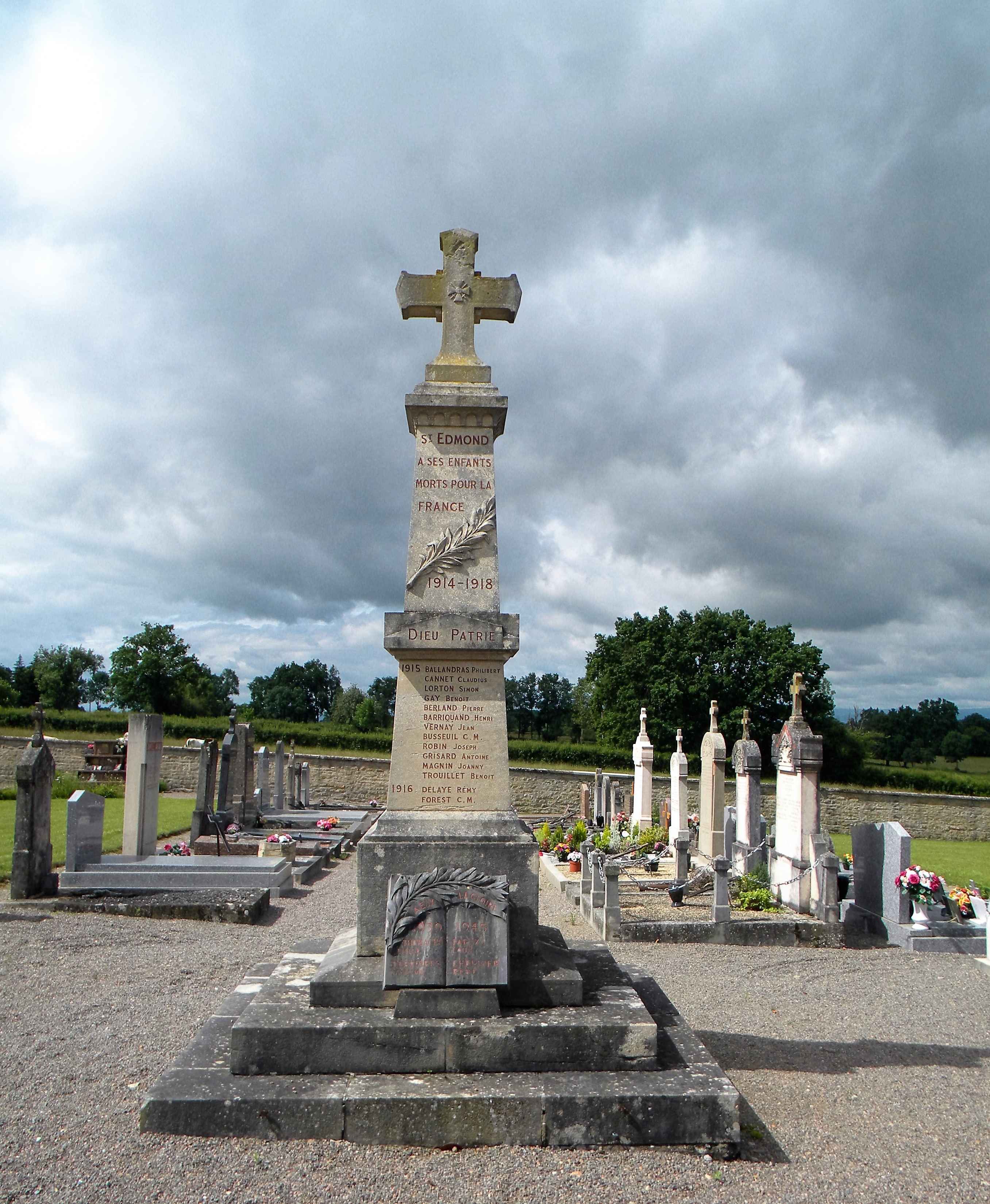
Monument aux morts érigé en 1925 dans le nouveau cimetière de Saint-Edmond, alors hameau de Saint-Maurice-les-Châteauneuf.
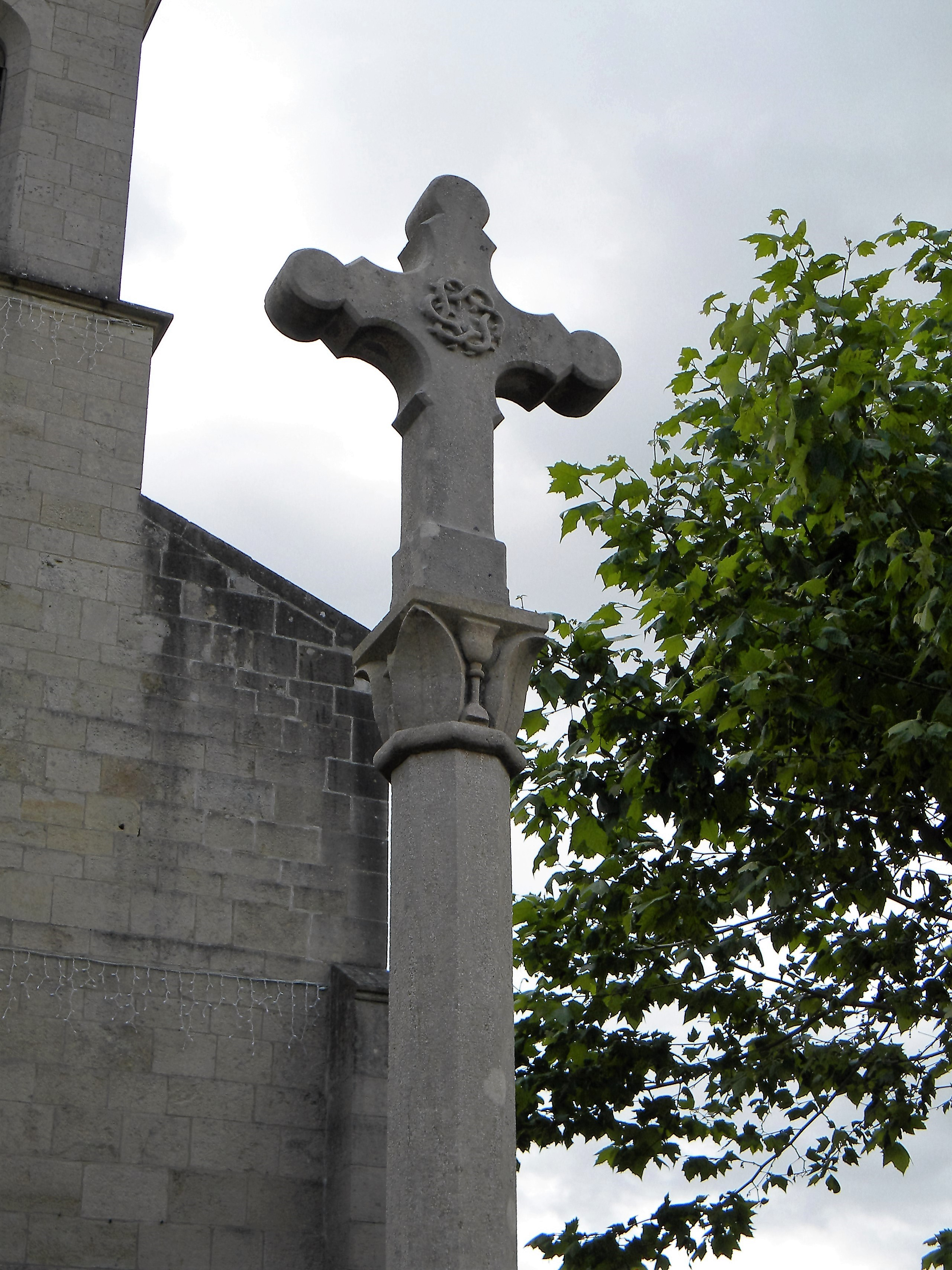
Croix ouvragée située devant l'église, don de J. Auclair, maire de Saint-Maurice-les-Châteauneuf, elle est l'œuvre du tailleur de pierres Burthier ;  bénie le 9 mai 1888 par Mgr Perraud, évêque d'Autun.

## Politique et administration
| Période                                  | Période   | Identité          | Étiquette | Qualité |
| ---------------------------------------- | --------- | ----------------- | --------- | ------- |
| juin 1995                                | mars 2008 | Charles Auclair   |           |         |
| mars 2008                                | mars 2014 | Christine Saunier |           |         |
| mars 2014                                | en cours  | Christian Gondy   |           |         |
| Les données manquantes sont à compléter. |           |                   |           |         |

## Enseignement
Il n'y a plus d'école à Saint-Edmond depuis 1998. Les enfants sont scolarisés dans les écoles des communes voisines de Tancon, de Saint-Maurice-les-Châteauneuf et Saint-Denis-de-Cabanne

## Démographie
L'évolution du nombre d'habitants est connue à travers les recensements de la population effectués dans la commune depuis 1936. Pour les communes de moins de 10 000 habitants, une enquête de recensement portant sur toute la population est réalisée tous les cinq ans, les populations de référence des années intermédiaires étant quant à elles estimées par interpolation ou extrapolation. Pour la commune, le premier recensement exhaustif entrant dans le cadre du nouveau dispositif a été réalisé en 2008.

En 2022, la commune comptait 426 habitants, en évolution de +9,79 % par rapport à 2016 (Saône-et-Loire : −1,06 %, France hors Mayotte : +2,11 %).
| 1936 | 1946 | 1954 | 1962 | 1968 | 1975 | 1982 | 1990 | 1999 |
| ---- | ---- | ---- | ---- | ---- | ---- | ---- | ---- | ---- |
| 418  | 330  | 325  | 314  | 270  | 256  | 283  | 293  | 319  |

| 2006 | 2008 | 2013 | 2018 | 2022 | - | - | - | - |
| ---- | ---- | ---- | ---- | ---- | - | - | - | - |
| 355  | 365  | 367  | 420  | 426  | - | - | - | - |

## Économie
L'activité économique principale est l'agriculture, essentiellement l'élevage bovin.
La population active, lors du recensement de 2012, est de 178 personnes. Le nombre d'emplois dans la commune de 34, dont 13 salariés et 21 non salariés).

## Pour approfondir